# Magura (Distrikt)

Lage von Magura in Bangladesch

Magura (Bengalisch: মাগুরা) ist ein Verwaltungsdistrikt im westlichen Bangladesch, der innerhalb der Division Khulna, der übergeordneten Verwaltungseinheit, liegt. Die im Hauptstadt des Distrikts bildet die gleichnamige Stadt Magura. Die Gesamtfläche des Distrikts beträgt 1048 km². Der Distrikt setzt sich aus den 4 Upazilas Magura Sadar, Mohammadpur, Shalikha und Sreepur zusammen. 
Der Distrikt Magura wird im Norden von Rajbari, im Süden von Jessore und Narail, im Osten von Faridpur und im Westen von Jhinaidah begrenzt. Der Distrikt hat 918.419 Einwohner (Volkszählung 2011). Die Alphabetisierungsrate liegt bei 50,6 % der Bevölkerung. 82 % der Bevölkerung sind Muslime und 17,9 % sind Hindus.
Das Klima ist tropisch und das ganze Jahr über warm. Die jährliche Durchschnittstemperatur dieses Bezirks variiert von maximal 37,1 Grad Celsius bis minimal 11,2 Grad. Die jährliche Niederschlagsmenge beträgt 1467 mm (2011) und die Luftfeuchtigkeit ist ganzjährig hoch.
Die Wirtschaft des Distrikts ist vorwiegend von der Landwirtschaft geprägt. In großen Mengen produziert werden Reis, Jute, Weizen, Chilis, Zwiebeln und Früchte. Laut der Volkszählung von 2011 arbeiten 65,6 % der Arbeitskräfte in der Landwirtschaft, 28,4 % im Dienstleistungssektor (meist in informellen Verhältnissen) und 6,0 % in der Industrie.